# 10210 Nathues
A 10210 Nathues (ideiglenes jelöléssel 1997 QV3) a Naprendszer kisbolygóövében található aszteroida. Az ODAS program keretében fedezték fel 1997. augusztus 30-án.